# Kanton Angers-Sud
Angers-Sud is een voormalig kanton van het Franse departement Maine-et-Loire. Het kanton maakte deel uit van het arrondissement Angers en omvatte uitsluitend een deel van de stad Angers. Op 22 maart 2015 werden de toenmalige kantons van Angers opgeheven en werd de stad over 7 nieuwe kantons verdeeld. Het kanton Angers-Sud verdween hierdoor.